# Kielmeyera appariciana
Kielmeyera appariciana är en tvåhjärtbladig växtart som beskrevs av N. Saddi. Kielmeyera appariciana ingår i släktet Kielmeyera och familjen Calophyllaceae. Inga underarter finns listade i Catalogue of Life.